# Tresor de Staffordshire

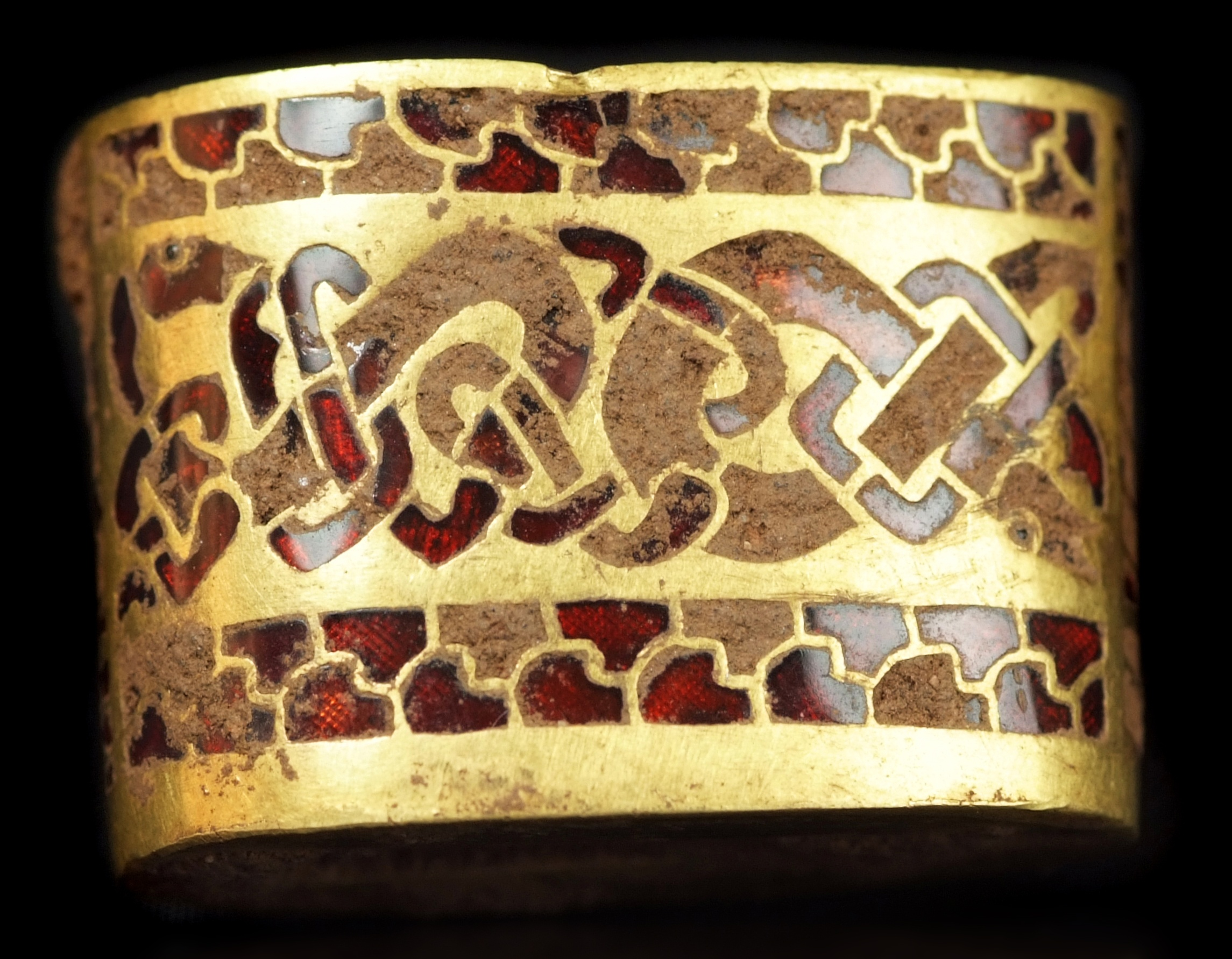
Pom d'espasa d'or amb incrustacions.
Encara s'hi veuen les restes de terra

El tresor de Staffordshire és el tresor d'or més important de l'època anglosaxona descobert fins ara. Va ser trobat en un camp de Staffordshire (Anglaterra); consta d'uns 5 kg d'or i 1,3 kg de plata. Aquest dipòsit es compon de més de 1.500 objectes, quasi tots de tipus guerrer. Una primera estimació data els artefactes dels segles vii i viii durant el Regne de Mercie. Per als experts, és encara un misteri la raó de ser d'aquest dipòsit i, a més, si és d'origen cristià o no. La troballa, segons els experts, fa canviar radicalment la visió que es tenia de la societat anglosaxona.

## Descoberta
El juliol de 2009, alguns fragments d'or van ser descoberts per un aficionat en les terres d'una granja prop de Lichfield, a Staffordshire. La descoberta va ser anunciada per Duncan Slarke, oficial local del Portable Antiquities Scheme, va ser declarada com a tresor pel coroner del sud de Staffordshire el 24 de setembre, i en feren un bé de la corona britànica. El seu valor s'estima en més d'un milió de lliures esterlines.
El lloc exacte de la troballa es manté en secret.
Actualment, els objectes es troben al Museu de Birmingham, on seran exposats fins al 13 d'octubre. L'anàlisi de terra de motes enganxades als objectes suggereixen que encara queden coses per descobrir i sembla, a més, que els artefactes no formen part d'un enterrament.

## Composició
Es troben decoracions d'or i plata finament treballades separades de les armes de les quals formaven part; hi ha 66 anells i nombroses plaques d'or, algunes amb figures zoomorfes.
En una petita banda d'or, hi ha escrita una citació en llatí de la Bíblia (Antic Testament, Nombres 10:35): "surge dne disepentur inimici tui et fugent qui oderunt te a facie tua"; per l'estil d'aquestes lletres, s'ha pogut datar la trobada entre els segles vii i viii.
Cap dels objectes està relacionat amb les dones.